# Stephen McPhail
Pour les articles homonymes, voir McPhail.
Stephen McPhail, né le 9 décembre 1979 à Westminster (Angleterre) est un footballeur irlandais, qui évolue au poste de milieu de terrain à Shamrock Rovers. Il est surnommé « Macca » par ses coéquipiers.
McPhail a marqué un but lors de ses dix sélections avec l'équipe de la république d'Irlande depuis 2001.

## Carrière

### Leeds United
À l'âge de 15 ans, Stephen McPhail quitte la ville de Dublin (Irlande) et son académie de football, la Home Farm Academy, et signe un contrat amateur pour le club de Leeds United, dans le Yorkshire. Il y reste près d'une décennie.

### Millwall
Il est prêté à Millwall en mars 2002, un choix qu'il fait, convaincu par la politique de recrutement pro-irlandaise réalisée par le club londonien.

### Nottingham Forest
L'année suivante, il est prêté pour trois mois à Nottingham Forest.

### Barnsley
Il est transféré à Barnsley le 2 juillet 2004. Le contrat avait été signé dix jours plus tôt mais, McPhail étant en lune de miel, son arrivée n'est confirmée que plusieurs jours après.

### Cardiff City
Souffrant du syndrome de Sjogren, Stephen McPhail est régulièrement absent des matchs de l'équipe pour des raisons médicales. Longtemps cantonné au rôle de remplaçant, il retrouve toutefois une place de titulaire avec l'arrivée de l'entraîneur Malky Mackay. Celui-ci déclare même à l'issue de sa première saison au club son intention de faire de McPhail un élément-clé de l'effectif.
C'est ce qu'il fait la première saison mais une blessure au début de la deuxième saison tient McPhail éloigné des terrains. Reprenant l'entraînement au cours du mois de novembre 2012, celui-ci indique souhaiter prolonger son contrat qui se termine l'été suivant.

### Sheffield Wednesday
Le 19 septembre 2013, il signe pour Sheffield Wednesday.

## Statistiques détaillées
| Saison                | Club                     | Championnat           | Championnat | Championnat | Coupe(s) nationale(s) | Coupe(s) nationale(s) | Compétition(s) continentale(s) | Compétition(s) continentale(s) | Compétition(s) continentale(s) | Irlande | Irlande | Total | Total |
| Saison                | Club                     | Division              | M.          | B.          | M.                    | B.                    | Comp.                          | M.                             | B.                             | M.      | B.      | M.    | B.    |
| 1997 - 1998           | Leeds United             | Premier League        | 4           | 0           | -                     | -                     | -                              | -                              | -                              | -       | -       | 4     | 0     |
| 1998 - 1999           | Leeds United             | Premier League        | 17          | 0           | 1                     | 0                     | C3                             | 2                              | 0                              | -       | -       | 20    | 0     |
| 1999 - 2000           | Leeds United             | Premier League        | 24          | 2           | 5                     | 0                     | C3                             | 9                              | 0                              | 3       | 1       | 41    | 3     |
| 2000 - 2001           | Leeds United             | Premier League        | 7           | 0           | -                     | -                     | C1                             | 3                              | 0                              | -       | -       | 10    | 0     |
| 2001 - 2002           | Leeds United             | Premier League        | 1           | 0           | 2                     | 0                     | C3                             | 1                              | 0                              | 2       | 0       | 6     | 0     |
| 2002 - 2003           | Leeds United             | Premier League        | 13          | 0           | 1                     | 0                     | C3                             | 5                              | 0                              | 2       | 0       | 21    | 0     |
| 2003 - 2004           | Leeds United             | Premier League        | 12          | 1           | -                     | -                     | -                              | -                              | 0                              | 1       | 0       | 13    | 1     |
| Sous-total            | Sous-total               | Sous-total            | 78          | 3           | 7                     | 0                     | -                              | 20                             | 0                              | 8       | 1       | 113   | 4     |
| 2001 - 2002           | Millwall FC (prêt)       | Championship          | 3           | 0           | -                     | -                     | -                              | -                              | -                              | -       | -       | 3     | 0     |
| Sous-total            | Sous-total               | Sous-total            | 3           | 0           | 0                     | 0                     | -                              | 0                              | 0                              | 0       | 0       | 3     | 0     |
| 2003 - 2004           | Nottingham Forest (prêt) | Championship          | 14          | 0           | 2                     | 0                     | -                              | -                              | -                              | 2       | 0       | 18    | 0     |
| Sous-total            | Sous-total               | Sous-total            | 14          | 0           | 2                     | 0                     | -                              | 0                              | 0                              | 2       | 0       | 18    | 0     |
| 2004 - 2005           | Barnsley FC              | League One            | 36          | 2           | 2                     | 0                     | -                              | -                              | -                              | -       | -       | 38    | 2     |
| 2005 - 2006           | Barnsley FC              | League One            | 37          | 2           | 4                     | 0                     | -                              | -                              | -                              | -       | -       | 41    | 2     |
| Sous-total            | Sous-total               | Sous-total            | 73          | 4           | 6                     | 0                     | -                              | 0                              | 0                              | 0       | 0       | 79    | 4     |
| 2006 - 2007           | Cardiff City             | Championship          | 43          | 0           | 2                     | 0                     | -                              | -                              | -                              | -       | -       | 45    | 0     |
| 2007 - 2008           | Cardiff City             | Championship          | 43          | 3           | 9                     | 0                     | -                              | -                              | -                              | -       | -       | 52    | 3     |
| 2008 - 2009           | Cardiff City             | Championship          | 32          | 0           | 4                     | 0                     | -                              | -                              | -                              | -       | -       | 36    | 0     |
| 2009 - 2010           | Cardiff City             | Championship          | 24          | 0           | 2                     | 0                     | -                              | -                              | -                              | -       | -       | 26    | 0     |
| 2010 - 2011           | Cardiff City             | Championship          | 28          | 0           | 3                     | 0                     | -                              | -                              | -                              | -       | -       | 31    | 0     |
| 2011 - 2012           | Cardiff City             | Championship          | 21          | 0           | 6                     | 0                     | -                              | -                              | -                              | -       | -       | 27    | 0     |
| 2012 - 2013           | Cardiff City             | Championship          | -           | -           | 2                     | 0                     | -                              | -                              | -                              | -       | -       | 2     | 0     |
| Sous-total            | Sous-total               | Sous-total            | 191         | 3           | 28                    | 0                     | -                              | 0                              | 0                              | 0       | 0       | 219   | 3     |
| Total sur la carrière | Total sur la carrière    | Total sur la carrière | 359         | 10          | 43                    | 0                     | -                              | 20                             | 0                              | 10      | 1       | 432   | 11    |

## Palmarès

### En équipe nationale
- 10 sélections et 1 but avec l'équipe de la république d'Irlande depuis 2001

### Avec Cardiff City
- Finaliste de la Coupe d'Angleterre de football en 2008.